# Thomas Russell Crampton

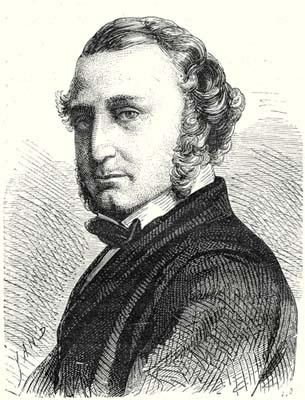
Thomas Russell Crampton

Thomas Russell Crampton (* 6. August 1816 in Broadstairs, England; † 19. April 1888 in Westminster) war ein britischer Maschinenbauer, Ingenieur und Unternehmer. Er war ein Erfinder und, zusammen mit Charles Fox, am Aufbau eines Wasserversorgungssystems in Berlin, der damaligen Hauptstadt des Königreichs Preußen, beteiligt. 

## Leben
Bereits im Alter von 18 Jahren entwarf Crampton eine dampfgetriebene Fahrmaschine. Von 1839 bis 1844 war er Assistent von Isambard Kingdom Brunel und Sir Daniel Gooch bei der britischen Great Western Railway. 1843 ließ Crampton die nach ihm benannte Crampton-Lokomotive patentieren. Dieser Lokomotivtyp fand in Frankreich große Verbreitung bei der Nordbahn (Compagnie du Nord), der Paris-Lyon-Mediterranee(PLM) und der Chemins de fer de l’Est. Anschließend wurde Crampton Lokomotivkonstrukteur bei J.& G. Rennie in London.
Im Jahr 1851 legte Crampton das erste funktionierende Untersee-Telegrafenkabel von Dover nach Calais. 1852 übernahm er zusammen mit seinem Partner Sir Charles Fox vertraglich „die Versorgung der Stadt Berlin mit fließendem Wasser“, Vertragspartner war Polizeipräsident Carl Ludwig Friedrich von Hinckeldey. Dazu gründeten sie die Aktiengesellschaft Berliner-Waterworks-Company und erhielten die Konzession für den Bau einer Wasserleitung und die Anlage eines Pumpwerkes sowie weiterer Versorgungsanlagen. Das erste Berliner Pumpwerk am Stralauer Tor hatten William Whitaker Collins und Crampton geplant.

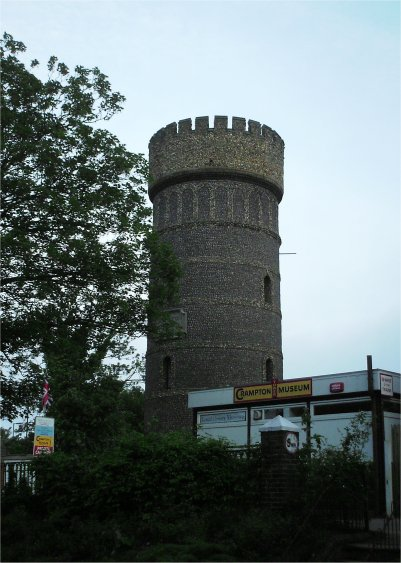
Thomas Russell Cramptons Wasserturm in Broadstairs

Auch in seinem Heimatland war Crampton am Entwurf und Bau von Wassertürmen zur Trinkwasserversorgung beteiligt (siehe Bild).
Crampton war am Bau der folgenden Eisenbahnstrecken beteiligt, die angegebenen Daten sind die Eröffnungsdaten:
- 1858–1861: Strood–Dover der London, Chatham and Dover Railway (LCDR)
- 1860: Faversham–Herne Bay der LCDR
- 1862: Sevenoaks–Swanley der LCDR
- 1860–1866: Smyrna–Aidin der Ottoman Railway Company (OCR) im Osmanischen Reich, der heutigen Türkei, Smyrna ist das heutige Izmir
- 1865–1866: Warna–Russe in Bulgarien[3]

Napoléon III. würdigte im Jahr 1855 Cramptons Leistungen für den Ausbau des Eisenbahnwesens mit der Ernennung zum Offizier der Ehrenlegion.
Crampton starb am 19. April 1888 im Alter von 71 Jahren in London. Er wurde in Kensal Green beigesetzt.